# Poa pungionifolia
Poa pungionifolia är en gräsart som beskrevs av Carlos Luis Spegazzini. Poa pungionifolia ingår i släktet gröen, och familjen gräs. Inga underarter finns listade i Catalogue of Life.